# Caso vocativo
O caso vocativo é um caso gramatical, usado no vocativo. É uma referência à 2ª pessoa, um apelo, um chamado, e é usado para o nome que identifica a pessoa (animal, objeto etc.) a quem se dirige e/ou ocasionalmente os determinantes de tal nome.
Uma expressão vocativa é uma expressão de referência direta, em que a identidade da parte a quem se fala é expressamente declarada dentro de uma oração. Por exemplo, na oração "Não conheço, João", João é uma expressão vocativa que indica a quem a oração se dirige. Já na oração "não conheço João", "joão" é o objeto direto do verbo, em vez de a pessoa a quem a oração se dirige.
Em português não há caso vocativo, isto é, as palavras não flexionam-se de maneira especial para indicar que elas estão numa expressão vocativa. Em vez de flexionar-se, para indicar o uso de uma palavra como vocativo, deve-se separá-la do restante da oração por vírgula.
Historicamente, o caso vocativo foi um dos elementos do sistema indo-europeu de casos, e existiu no latim, no sânscrito e e no grego clássico. Embora tenha sido perdido por muitas línguas indo-europeias modernas, algumas conservam o caso ainda hoje. Exemplos são a língua grega moderna (sucessora do grego antigo), várias línguas eslavas (polonês, checo, sérvio, croata, bósnio, ucraniano, búlgaro, etc.) e línguas célticas modernas como o gaélico escocês e o irlandês.
Entre as línguas românicas, o vocativo foi conservado apenas no romeno, possivelmente por influência eslavônica. Também ocorre em algumas línguas não indo-europeias, como o georgiano, o árabe e o coreano.

## Línguas Indo-europeias

### Latim
Em Latim, a forma do caso vocativo de um substantivo geralmente é a mesma do nominativo. As exceções incluem singular de segunda declinação que terminam em -us no caso nominativo.  Um exemplo seria a famosa frase de Shakespeare, "Et tu, Brute?"  (comumente traduzido como "E tu, Brutus?"): Brute é o caso vocativo e Brutus seria o caso nominativo.
Substantivos que terminam em "-ius" terminam com "-ī" em vez do esperado -ie.  Assim, Julius se torna Julī e filius se torna filī.  A redução não muda acento, de modo que o vocativo de Vergilius é Vergilī, com ênfase na segunda sílaba, mesmo que curta. Substantivos que terminam em -aius e -eius têm vocativos que terminam em "-aī" ou "-eī," mesmo que o "i" no caso nominativo seja consonantal
Os adjetivos de primeira e segunda declinação também têm formas vocativas distintas no singular masculino se o nominativo termina em -us, com a desinência "-e".  Adjetivos que terminam em "-ius" têm vocacionais em "-ie", então o vocativo de eximius é eximie.
Substantivos e adjetivos que terminam em "-eus" não seguem as regras acima.Meus forma o vocacional irregularmente como mī ou meus, enquanto a palavra "Deus" não tem um vocativo distinto e mantém a forma Deus.  "Mī Deus!"  no latim, portanto, é "meus Deus"!, mas a Vulgata de Jerônimo sempre usou Deus meus como vocativo.  O latim clássico também não usava um vocativo de deus (em referência aos deuses pagãos, os romanos usavam a forma suplementar de dive).